# Mezquita de Goharshad

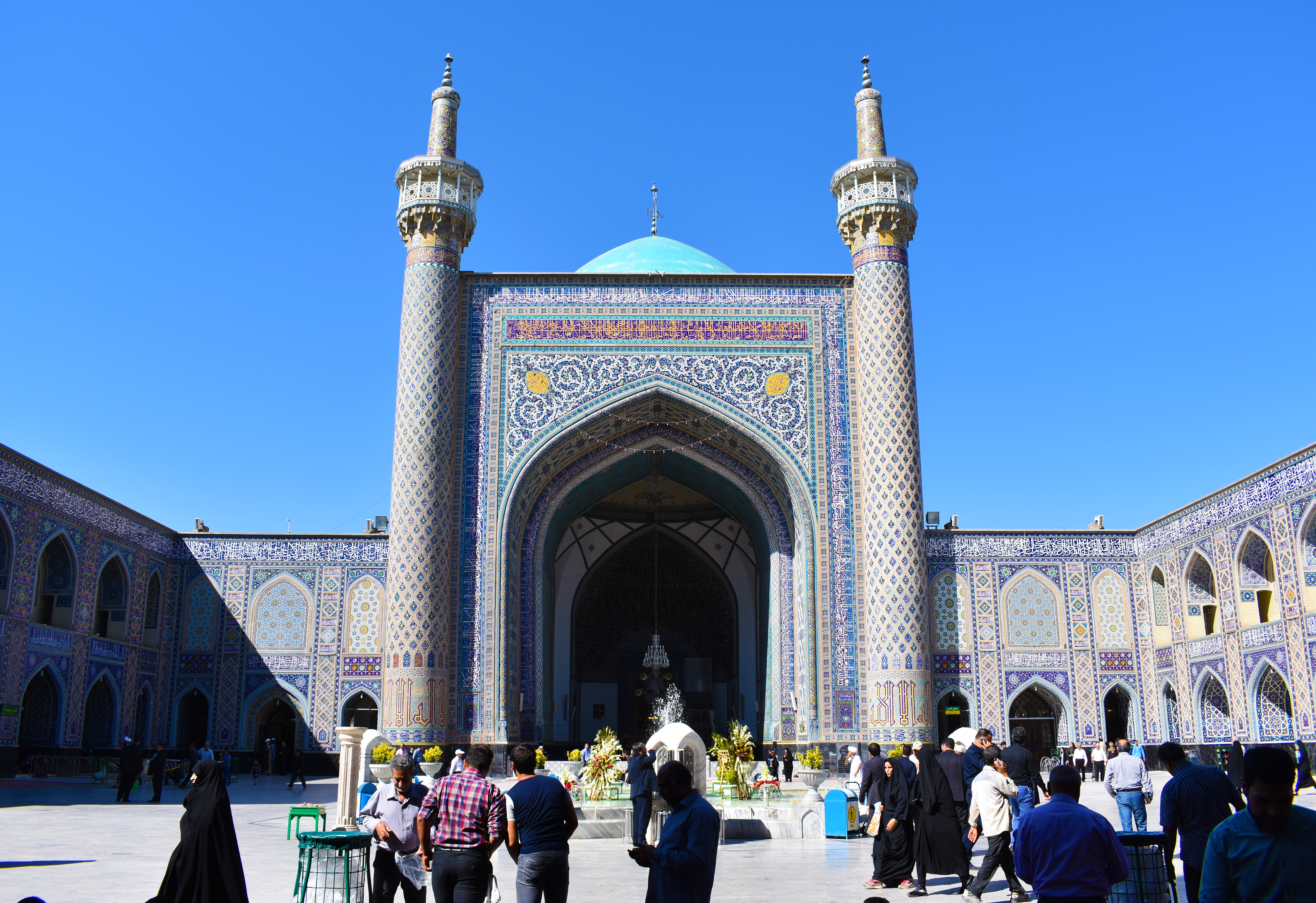
El monumental iwán de Maqsura, junto con la cúpula y minaretes de la mezquita de Goharshad

La Mezquita de Goharshad es una importante mezquita persa del siglo XV. Se encuentra ubicada en la ciudad iraní de Mashhad junto al Santuario del Imán Reza.

## Historia
De acuerdo con una inscripción en thuluth en el Iwán del sur de la edificación, fue construida en 1418 por orden de Goharshad, la esposa del gobernante timúrida Shahruj. El arquitecto Ghawam ed-Din Schirasi estuvo a cargo de la construcción con trabajadores provenientes de Isfahán y Shiraz.
La cúpula de la mezquita fue gravemente dañada por un terremoto en 1673.
Durante las eras safávida y kayar, la mezquita fue renovada. En 1911, los iwán y la cúpula de dos capas resultaron gravemente dañados por bombardeos rusos. Las reparaciones se llevaron a cabo en 1920.

## Arquitectura

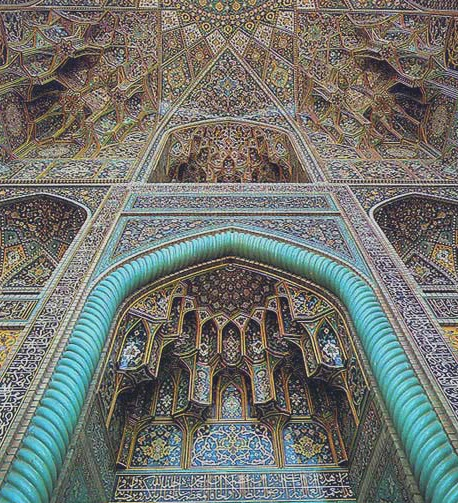
Iwán abasí en la Mezquita de Goharshad

La superficie de la mezquita es de 6048 m². Requirió 12 años hacerla. Es una mezquita clásica con un patio de cuatro iwán. Hay siete grandes chabestanes y seis entradas y salidas entre los iwán.

### Patio
El patio mide 50 m × 55 m, y cubre un área de 2750 m².

### Iwán
Los cuatro Iwán reciben los nombres de Maqsura (el del sur), Dar os-Siade (el del norte), Etekaf (el del oriente) y Sheikh Baha od-Din (el del occidente).
El iwan más importante es el Maghssure con un área de 500 m², una longitud de 37 m y una altura de 5.25 m, y está adornado con numerosas obras de arte. Allí se encuentra la inscripción de Baysunghur, hecha de baldosas de cerámica Moarragh . La inscripción fue realizada por el hijo de Goharshad, Baysunghur I, quien era un calígrafo thuluth. El mihrab está hecho completamente de mármol. Hay una inscripción entre las mocárabes.

### Minbar

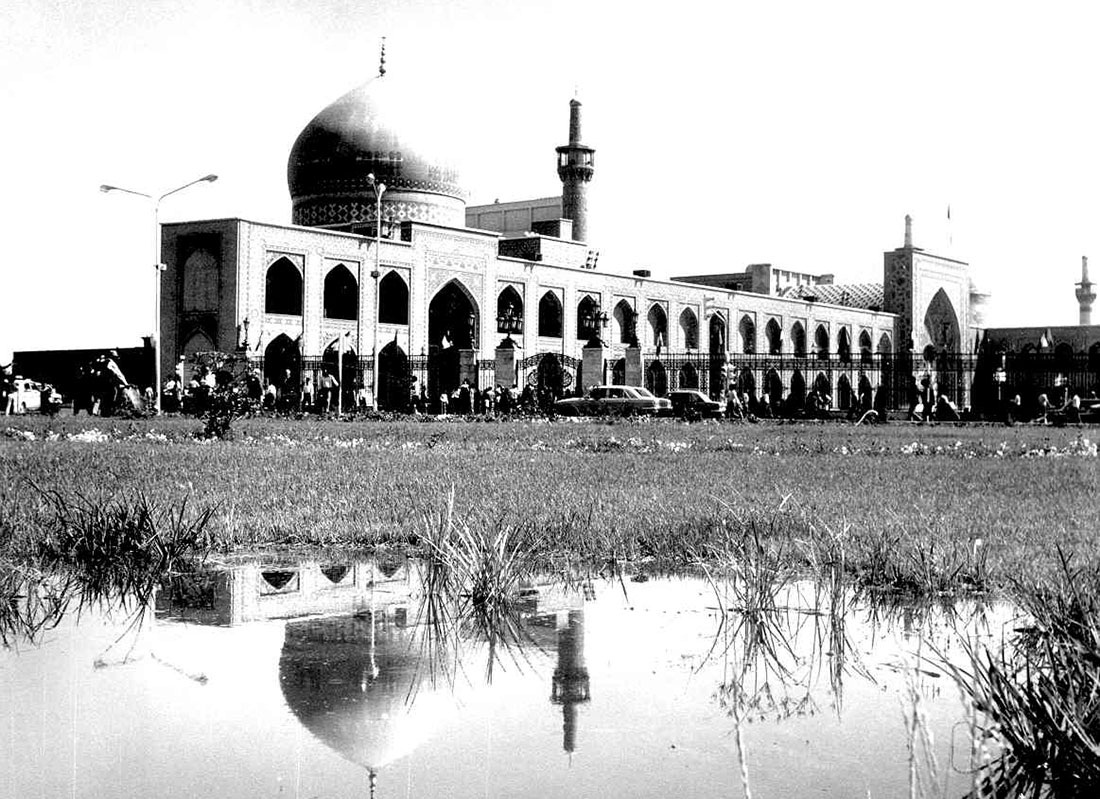
Mezquita de Goharshad en 1956

El minbar del iwán Maghssure, hecho de madera de nogal y peral y decorado con tallas, se conoce como "Saheb os-Saman." Fue diseñado por Mohammad Nayar Jorasaní, un artista de la era de Fath Alí Sah. Fue restaurado en 1946 por Heydar Niknam Golpayegani. Tiene una altura de 7.5 m y 14 escaleras.

### Cúpula y minaretes
La cúpula de la mezquita es 41 m de altura y se encuentra en el iwán de Maqsura. Su superficie exterior está cubierta con ladrillos vidriados y una inscripción cúfica. A ambos lados del iwán de Maqsura hay dos minaretes con inscripciones y con una altura de 43 m. El perímetro exterior de la cúpula mide 85.61 m. La cúpula original fue demolida en 1962 por razones técnicas, y la cúpula actual se construyó y se decoró con nuevos materiales de construcción.